# Hediyal, Ranibennur
Hediyal là một làng thuộc tehsil Ranibennur, huyện Haveri, bang Karnataka, Ấn Độ.